# Zemský okres Hohenlohe
Zemský okres Hohenlohe (německy Hohenlohekreis) je zemský okres v německé spolkové zemi Bádensko-Württembersko, ve vládním obvodu Stuttgart. Sídlem správy zemského okresu je město Künzelsau. Má přibližně 110 tisíc obyvatel. 

## Města a obce
| Města: 1. Forchtenberg 2. Ingelfingen 3. Krautheim 4. Künzelsau 5. Neuenstein 6. Niedernhall 7. Öhringen 8. Waldenburg | Obce: 1. Bretzfeld 2. Dörzbach 3. Kupferzell 4. Mulfingen 5. Pfedelbach 6. Schöntal 7. Weißbach 8. Zweiflingen |